# Callipseustes bivittata
Callipseustes bivittata là một loài bướm đêm trong họ Geometridae.